# Lilongwe

Artisanats dans un marché de Lilongwe

Lilongwe est la capitale du Malawi. Sa population s'élève à 989 318 habitants au recensement du 3 septembre 2018. La ville est située dans la région centrale du Malawi, dans le district du même nom, près des frontières avec le Mozambique et la Zambie, et c'est un important centre économique et de transport pour le centre du Malawi. Elle doit son nom à la rivière Lilongwe.

## Histoire
Lilongwe fut d'abord érigée en boma par le chef local Njewa vers 1902, puis devint un centre administratif en 1904. Dans les années 1920, sa situation géographique, au carrefour de plusieurs axes routiers importants, contribua à son importance comme centre de marché agricole pour le fertile plateau de la région centrale.
Comme comptoir commercial, Lilongwe fut officiellement reconnue comme ville en 1947. Après son indépendance, elle devint progressivement un important centre commercial du centre du Malawi.
En 1965, le premier président du Malawi, Hastings Kamuzu Banda, la choisit comme pôle de croissance économique pour le nord et le centre du pays.
Lilongwe devint la capitale du Malawi en 1975, remplaçant l'ancienne capitale, Zomba. Les derniers bureaux gouvernementaux furent transférés à Lilongwe en 2005.
Les projets de développement des années 1970 et 1980 comprenaient la construction de l'aéroport international de Lilongwe, qui dessert la ville; des liaisons ferroviaires vers Salima à l'est et la frontière zambienne à l'ouest ; des zones industrielles dans la partie nord de la ville ; et un programme agricole pour les terres fertiles à tabac du plateau de la région centrale. La population de Lilongwe continue de connaître une croissance rapide.

## Géographie
Lilongwe est située au sud-ouest du pays, à l'ouest du lac Malawi, près de la frontière entre le Malawi, le Mozambique et la Zambie.
Lilongwe est divisée en une nouvelle et une vieille ville. La première abrite des hôtels, des ambassades, des institutions gouvernementales et des bureaux, tandis que la seconde abrite des marchés, des gares routières, des cafés et des restaurants. Les boutiques modernes de la ville contrastent avec les marchés de rue et les marchés fortifiés de la vieille ville.

## Enseignement supérieur
L’Université du Malawi a été fondée en 1964.

## Lieux de culte
Parmi les lieux de culte, il y a principalement des églises et des temples chrétiens : Lutheran Church of Central Africa (Fédération luthérienne mondiale), Église presbytérienne d'Afrique centrale (Communion mondiale d'Églises réformées), Baptist Convention of Malawi (Alliance baptiste mondiale), Assemblées de Dieu, Archidiocèse de Lilongwe (Église catholique). Il y a aussi des mosquées musulmanes.

## Démographie
Depuis 1930, l'évolution démographique de Lilongwe a été :
| 1930  | 1966   | 1977   | 1987    | 1998    |
| ----- | ------ | ------ | ------- | ------- |
| 5 000 | 19 425 | 98 718 | 223 318 | 435 964 |

| 2008    | 2012    | 2018    | - | - |
| ------- | ------- | ------- | - | - |
| 669 021 | 781 538 | 989 318 | - | - |

| Histogramme de l'évolution démographique de Lilongwe |         |
| \| 1930 \| 5 000 \| \| 1966 \| 19 425 \| \| 1977 \| 98 718 \| \| 1987 \| 223 318 \| \| 1998 \| 435 964 \| \| 2008 \| 669 021 \| \| 2012 \| 781 538 \| \| 2018 \| 989 318 \| |         |
| 1930 | 5 000   |
| 1966 | 19 425  |
| 1977 | 98 718  |
| 1987 | 223 318 |
| 1998 | 435 964 |
| 2008 | 669 021 |
| 2012 | 781 538 |
| 2018 | 989 318 |

## Transport

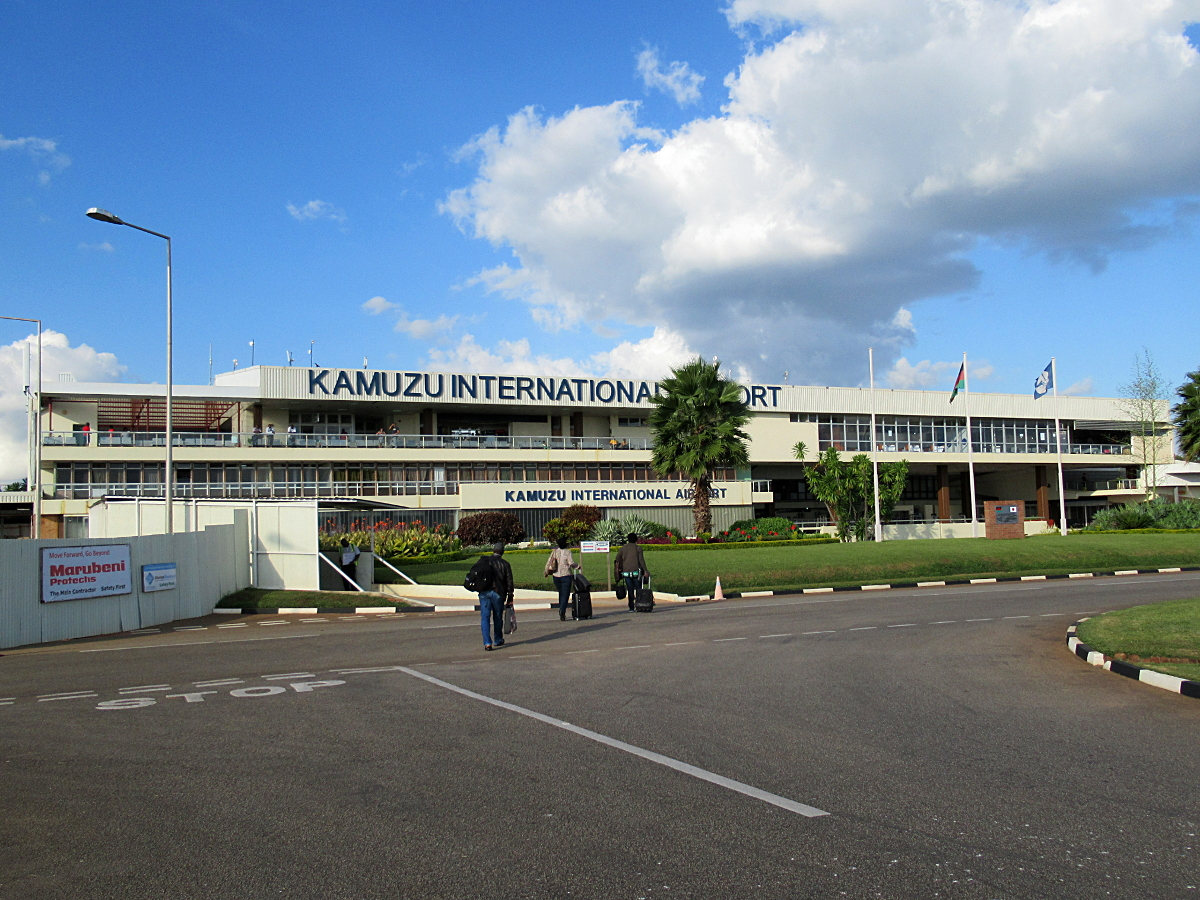
Kamuzu International Airport.

### Aéroport
L'aéroport international de Kamuzu (LLW) est situé au nord de la ville, à environ 7 kilomètres du centre-ville (quartier central des affaires). Il est le plus ancien aéroport du pays.

### Bus
Des services de bus réguliers relient Lilongwe à Blantyre, Zomba, Kasungu et Mzuzu. Des bus internationaux desservent l'Afrique du Sud, la Zambie et la Tanzanie quotidiennement.
Le réseau routier principal comprend l'axe nord-sud (M1), la rocade intérieure, la rocade extérieure, le corridor de Nacala (une partie de la rocade ouest), les routes radiales et la route d'accès à l'aéroport international de Kamuzu (KIA). La rocade intérieure relie la M1 et d'autres axes routiers principaux desservant les zones commerciales et administratives à forte densité des quartiers centraux des affaires (CBD). La rocade extérieure dessert le trafic industriel et évite de traverser la principale zone bâtie de la ville.

### Train
Lilongwe est desservie par le train. À l'ouest, la ligne de chemin de fer de Sena se dirige vers la Zambie, et à l'est, la ligne de chemin de fer de Sena se dirige vers Salima.

## Jumelages
| Ville | Ville  | Pays | Pays                         | Période     |
| ----- | ------ | ---- | ---------------------------- | ----------- |
|       | Taipei |      | République de Chine (Taïwan) | depuis 1984 |